# Prästgrundet, Söderhamns kommun
För andra betydelser, se Prästgrundet.
Prästgrundet är en ö i Bottniska viken, belägen östnordöst om Söderhamn.
Ön användes troligen redan under förhistorisk[källa behövs] tid som fiskeplats och arrenderades senare av Gävlefiskarna samt fiskare från Stockholm[källa behövs]. Sedermera donerades hamnen till Söderhamns stad och 1757 påbörjades inflyttning av fiskande borgare därifrån.
Prästgrundets kapell invigdes 1830. På kyrkogården, som omges av en mur med kullerstenar, finns gravstenar som utmärker ilandflutna lik och på öns rullstensåsar finns gravrösen.